# Goździki (Łapy)
Goździki (dawn. Łapy-Goździki)  – część miasta Łapy w powiecie białostockim w województwie podlaskim. Położona jest w północno-zachodniej części miasta.
Do końca 1924 roku była to samodzielna wieś w gminie Poświętne w powiecie wysokomazowieckim, od 1919 w województwie białostockim. W 1921 roku zamieszkiwało ją 123 mieszkańców; była to ludność narodowości polskiej, wyznania rzymskokatolickiego.
1 stycznia 1925 włączono ją do nowo utworzonego miasta Łapy.